# Филантроп (премия)
Международная премия «Филантроп» была зарегистрирована в 1990 году. Учредитель премии: Всероссийское общество инвалидов. Премия присуждается раз в два года за выдающиеся достижения людей с ограниченным возможностями в области культуры и искусства.

## Организаторы
Организаторами премии являются:
- Правительство РФ
- Торгово-промышленная палата РФ
- Правительство Москвы
- Российская академия художеств
- Всероссийское общество инвалидов
- Фонд «Филантроп»

## Номинации
Премия вручается в следующих номинациях:
- Исполнительские виды искусства
- Художественное творчество
- Литературное творчество